# ماري بيرك
ماري بيرك (بالإنجليزية: Marie Burke)‏ هي نقابية وممثلة بريطانية (وحملت سابقاً جنسية المملكة المتحدة لبريطانيا العظمى وأيرلندا)، ولدت في 18 أكتوبر 1894 بلندن في المملكة المتحدة، وتوفيت في 21 مارس 1988 بمنتون في فرنسا.

## أعمال

### أفلام
- (1951) رحلة السيد هولاند

## وصلات خارجية
- ماري بيرك على موقع IMDb (الإنجليزية)
- ماري بيرك على موقع أول موفي (الإنجليزية)
- ماري بيرك على موقع قاعدة بيانات برودواي على الإنترنت (الإنجليزية)
- ماري بيرك على موقع قاعدة بيانات الأفلام السويدية (السويدية)
- ماري بيرك على موقع قاعدة بيانات الفيلم (الإنجليزية)
- ماري بيرك على موقع كينوبويسك (الروسية)